# L'une chante, l'autre aussi
Pour plus de détails, voir Fiche technique et Distribution.
L'une chante, l'autre aussi est un documentaire français d'Olivier Nicklaus réalisé en 2009.

## Synopsis
Au cours de l'enregistrement du disque Madame aime, douze comédiennes révèlent leur personnalité : Emma de Caunes se montre tête brûlée, Nathalie Baye pleine d'humour, Valérie Lemercier plus grave que prévu, Emmanuelle Béart comédienne dans toute sa splendeur, etc.

## Fiche technique
- Titre : L'une chante, l'autre aussi
- Réalisation : Olivier Nicklaus
- Scénario : Olivier Nicklaus
- Photographie : David Chizallet, Stéphane Bion, Stéphane Carrel, Melinda Triana, Emmanuel Le Ber
- Montage : Jean-Marc Manivet
- Production : Mademoiselle Agnès, David Berdah
- Pays d'origine : France
- Genre : Documentaire
- Durée : 52 minutes
- Date de diffusion : 7 mai 2009 sur Canal+

## Distribution
- Nathalie Baye
- Emmanuelle Béart
- Rachida Brakni
- Isabelle Carré
- Cécile Cassel
- Emma de Caunes
- Léa Drucker
- Mélanie Laurent
- Virginie Ledoyen
- Valérie Lemercier
- Joana Preiss
- Sylvie Testud
- Bertrand Burgalat
- Philippe Uminski